# نظير (اسم)
نظير هو اسم علم مذكر من أصل عربي، ومعناه هو من الفعل نظر، وهو بصيغة مبالغة من ناظر المثيل الشبيه المقابل المساوي، البصير، مؤنثه نظيرة.

## شخصيات تحمل الاسم
- نظير أحمد خان (1910 – 28 أغسطس 1983)
- نظير حسين (مخرج أفلام هندي، 15 مايو 1922 – 16 أكتوبر 1987)
- نظير ناجي (صحفي باكستاني، 12 يونيو 1965 – )

## وصلات خارجية
- موسوعة السلطان قابوس لأسماء العرب